# قرار مجلس الأمن التابع للأمم المتحدة رقم 280
قرار مجلس الأمن التابع للأمم المتحدة رقم 280، الصادر في 19 مايو 1970، بعد إعادة تأكيد قراراته السابقة بشأن هذا الموضوع، إدان إسرائيل لإجراءاتها العسكرية المتعمدة التي تنتهك التزاماتها بموجب الميثاق، وأعلن أن مثل هذه الهجمات المسلحة لم تعد ممكناً التسامح معها وأنه إذا أستمرت سيبحث المجلس اتخاذ خطوات مناسبة وفعالة وفقا للميثاق. كما استنكر المجلس الخسائر في الأرواح والأضرار التي لحقت بالممتلكات. جاء القرار في سياق المقاومة الفلسطينية في جنوب لبنان.
اعتُمد القرار بأغلبية 11 صوتاً؛ وامتنعت كولومبيا ونيكاراغوا وسيراليون والولايات المتحدة.